# بشملة طويلة الأوراق
بشملة طويلة الأوراق (الاسم العلمي:Eriobotrya longifolia) هي نوع غير مؤكد من النباتات تتبع جنس البشملة من الفصيلة الوردية. تم وصف هذا النوع من النبات علمياً لأول مرة من قبل جوزيف دالتون هوكر وجوزيف دوكين سنة 1878.